# D913 (Hérault)
De D913 is een departementale weg in het Zuid-Franse departement Hérault. De weg loopt door Pezénas. In het noorden loopt de weg als D609 verder naar Lodève en als D613 naar Montpellier. In het westen loopt de weg als N9 verder naar Béziers en Narbonne.

## Geschiedenis
Oorspronkelijk was de D913 onderdeel van de N9 en N113. In 2006 werd de weg overgedragen aan het departement Hérault, omdat de weg geen belang meer had voor het doorgaande verkeer vanwege de parallelle autosnelweg A75. De weg is toen omgenummerd tot D913.